# Ōmiya Bonsai-Dorf

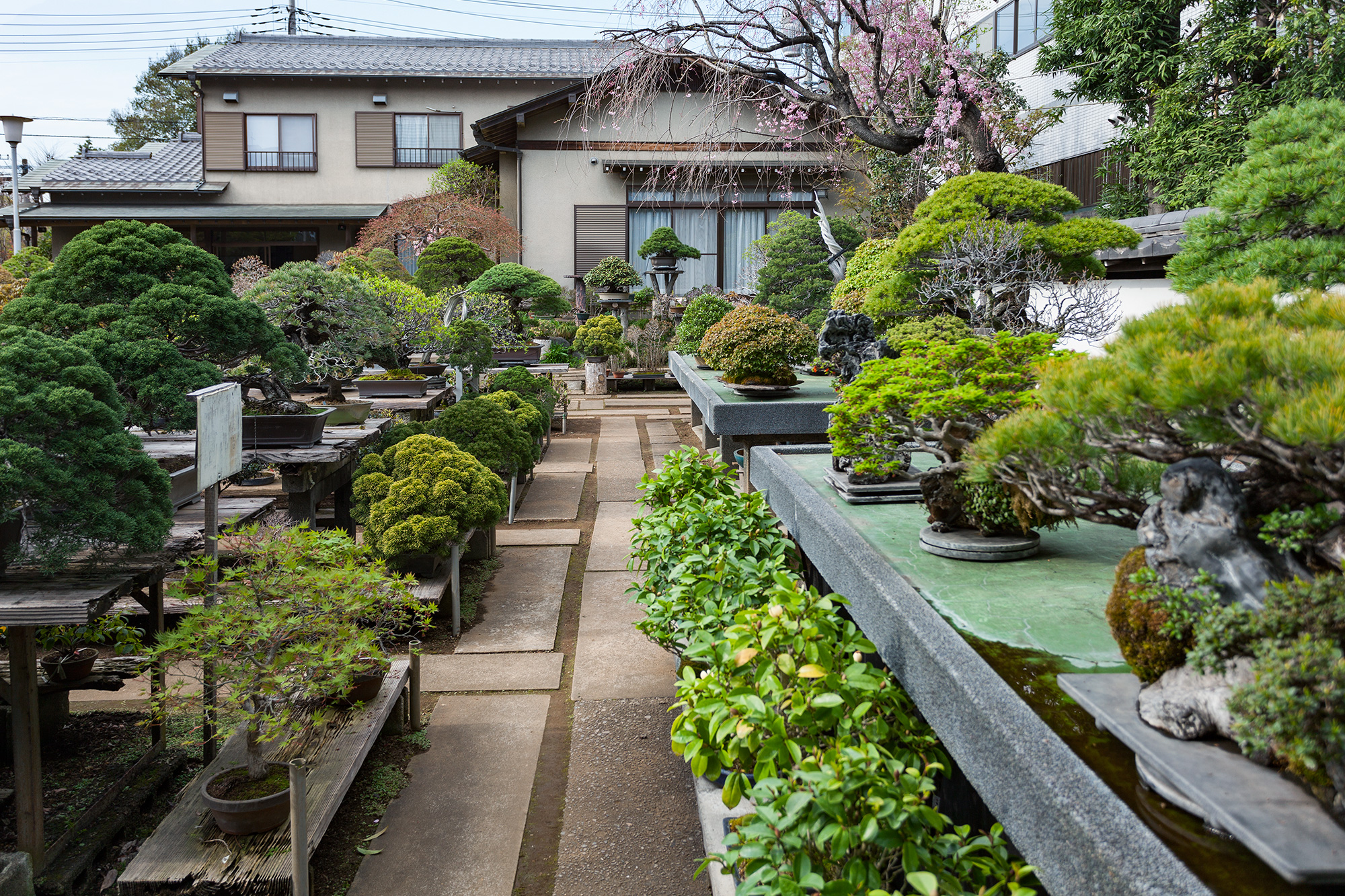
Bonsai-Baumschule Fuyo-en im Ōmiya Bonsai-Dorf

Das Ōmiya Bonsai-Dorf (japanisch 大宮盆栽村 Ōmiya Bonsai-mura) ist der Name für eine Kooperative von Bonsai-Baumschulen im Stadtbezirk Kita-ku der japanischen Stadt Saitama. Der Zusammenschluss der Bonsai-Baumschulen war ebenfalls namensgebend für die dortige offizielle Ortsbezeichnung (Bonsai-chō, japanisch 盆栽町) und gilt als geschützte Herkunftsbezeichnung für Bonsaibäume aus Ōmiya.

## Geschichte

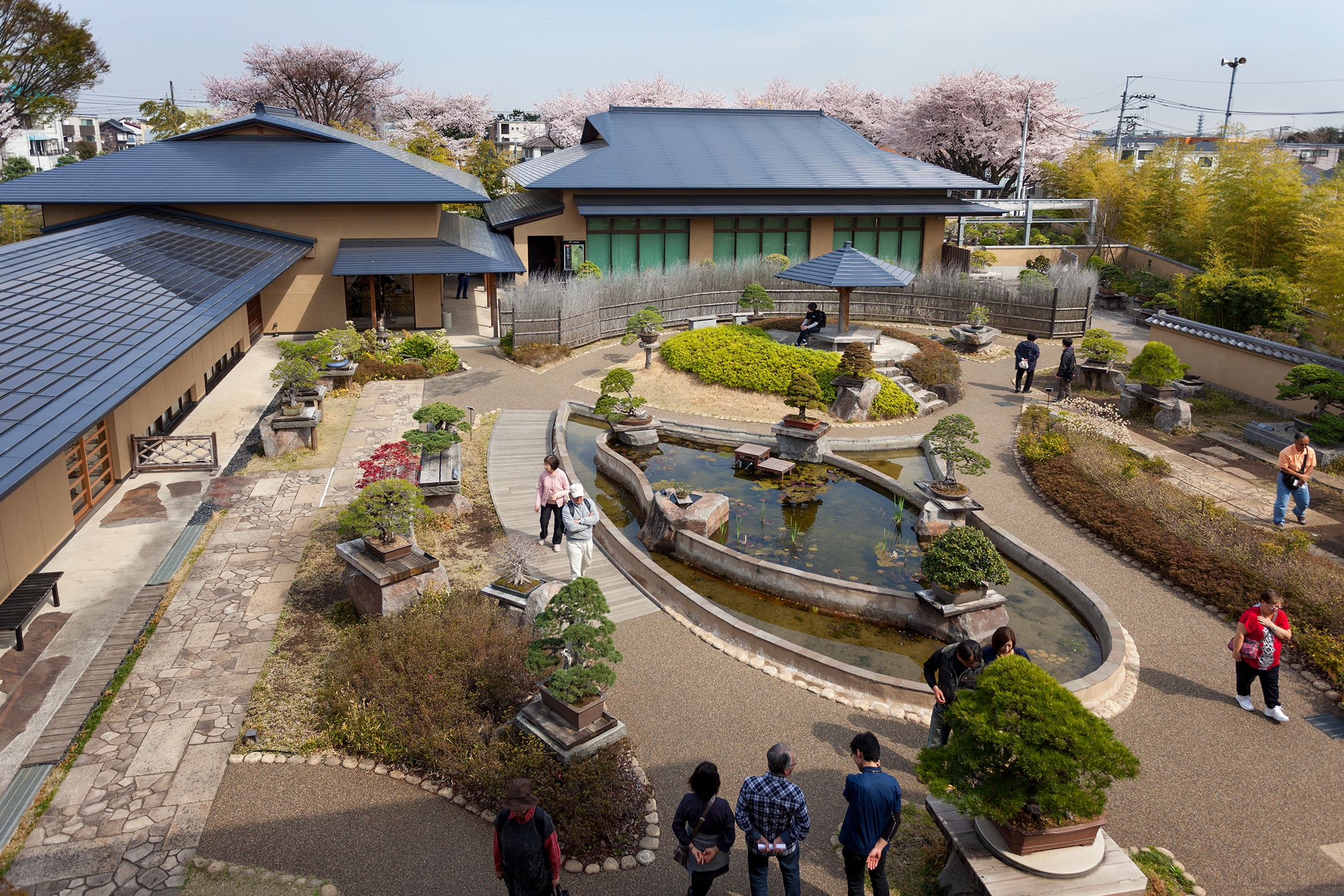
Ōmiya Bonsai Art Museum

Die Gründung des Dorfes geht zurück auf das große Kantō-Erdbeben von 1923. Ausgelöst durch die verheerenden Schäden im Zentrum Tokios, sahen sich viele Bonsai-Baumschulen und Gärtner gezwungen nach einem alternativen Standort zu suchen. Fündig wurden sie in der Nähe der Stadtgrenze von Ōmiya. Das Land bot eine bewaldete Fläche, ausreichend frisches Wasser und hochwertige Erde. Nachdem das Land erworben war, begannen sie mit der Planung eines neuen Ortes, angelehnt an eine moderne Infrastruktur, wie es sie in Tokio gab. Die ersten Bewohner, hauptsächlich Bonsai-Händler und -Enthusiasten, bezogen das neue Gebiet im Jahr 1925. Darauffolgend wurde 1928 eine Kooperative gegründet, in der sich die Mitglieder gegenseitig unterstützen, sich aber auch einem gemeinsamen Regelwerk verpflichteten.
Im November 1940 fusionierte Ōmiya mit den benachbarten Dörfern Mihashi, Ōsato, Miyahara und Nisshin und wurde so kreisfreie Stadt. Das Gebiet, in dem sich die Baumschulen ansiedelten, wurde zunächst umgangssprachlich als „Bonsai-Dorf“ bezeichnet, bevor es ab 1942 auch offiziell diese Bezeichnung erhielt. 2001 wurde Ōmiya mit Saitamas Präfekturhauptstadt Urawa zur neuen Stadt Saitama zusammengelegt, der Ortsteil Bonsai-chō wurde bei der Ernennung zur Großstadt und Einteilung in Stadtbezirke 2003 Teil des Stadtbezirks Kita (埼玉市北区盆栽町, Saitama-shi Kita-ku Bonsai-chō).
Seit dem Jahr 2008 gelten die Bonsai-Baumschulen in Ōmiya offiziell als Traditionshandwerk der Stadt Saitama. 2010 wurde das Ōmiya Bonsai Art Museum eröffnet. Es ist das weltweit erste öffentlich geführte Museum für Bonsai-Kunst. Das Museum verfügt über eine Sammlung von mehr als 120 Bonsaibäumen und Bonsai-Artefakten.
Die einst prosperierende Vereinigung der Bonsai-Baumschulen in Ōmiya, die in ihren Hochzeiten bis zu 30 Baumschulen umfasste, zählte im Jahr 2017 nur noch 6 Baumschulen. Als Gründe werden unter anderem die hohen Immobilienpreise und die anfallenden Erbschaftssteuern der Familienbetriebe angeführt.

## Sonstiges
- Vom 3. bis 5. Mai jeden Jahres, während der japanischen goldenen Woche, findet im Dorf das Ōmiya Bonsai-Festival statt. Die Veranstaltung ist unter Bonsai-Händlern und Enthusiasten beliebt, so dass es nicht nur Besucher aus ganz Japan, sondern auch über die Landesgrenzen hinaus anzieht.
- 1963 veranlasste der damalige japanische Premierminister Ikeda Hayato, dass dem damaligen Bundeskanzler Konrad Adenauer fünf Bonsaischalen aus dem Ōmiya Bonsai-Dorf als Geschenk übergeben werden.[3]